# Никольская церковь (Северодвинск)
Храм Святителя Николая Чудотворца — православная церковь в Северодвинске (старейшая после Николо-Корельского монастыря). Расположена по адресу: улица Торцева, дом 18А. Настоятель Сергий Ермаков. При храме функционирует воскресная школа.

## История
Здание, где расположен храм, построено в третьей четверти XX века. Изначально в нём находился детский сад, но позднее, когда здание стало аварийным и потребовало капитального ремонта, детский сад закрыли. Ремонт, из-за отсутствия финансирования, так и не проводился, и одно из помещений здания было передано православной общине Северодвинска под молельную комнату. Северодвинцы новое пристанище православных стали называть молельной комнатой.
Впоследствии городские власти передали всё здание Русской православной церкви. На деньги общины и пожертвования предприятий, организаций и горожан здание бывшего детсада было отремонтировано и реконструировано. Над ним появились купола и кресты. Вместо двадцати ветхих тополей, возле храма были посажены две дюжины берёз и рябин (саженцы этих растений были выкопаны в окрестных поморских лесах). В акции принял участие мэр города.

## Часовня Александра Невского
К Свято-Никольскому храму приписана также Часовня Александра Невского, расположенная в центре города, в сквере за зданием мэрии. Освящение часовни состоялось 24 декабря 2006 года после Божественной литургии, которая была отслужена епископом Архангельским и Холмогорским Тихоном в Никольском Храме.

## Духовенство
- Настоятель храма — иерей Сергий Ермаков[2]

## Престольный праздник
- святителя Николая Чудотворца (19 декабря)[2].

## Другие храмы Северодвинска
- Николо-Корельский монастырь
- Храм Владимирской иконы Божией Матери (Северодвинск)
- Храм Воскресения Христова (Северодвинск)